# Funny People
Funny People (conocida como Hazme reír en España y Siempre hay tiempo para reír en Hispanoamérica) es una película de comedia, que se estrenó el 31 de julio de 2009 en Estados Unidos. Dirigida y escrita por Judd Apatow, fue protagonizada por Adam Sandler, Seth Rogen, Leslie Mann, Eric Bana, Jonah Hill, Jason Schwartzman y Eminem

## Argumento
George Simmons es un gran actor de películas cómicas con mucho éxito que tiene como hobby asistir a stand-up comedy (comediante en vivo), donde conoce a un buen participante el cual influirá mucho en su vida; hasta que se entera de que tiene un trastorno de la sangre intratable y se le da menos de un año para vivir. Ira es un aspirante comediante que trabaja en un deli y aún tiene que averiguar el escenario de su persona. Una noche, ambos hacen un show en el mismo club y George toma nota de Ira. George contrata a Ira para ser su asistente personal, así como su amigo.

## Reparto
- Adam Sandler como George Simmons.
- Seth Rogen como Ira Wright.
- Leslie Mann como Laura.
- Eric Bana como Clarke.
- Jonah Hill como Leo Koenig.
- Jason Schwartzman como Mark Taylor Jackson.
- Aubrey Plaza como Daisy Danby.
- Aziz Ansari como Randy Kale.
- Andy Dick como Ray "el idiota" Bilson.
- Eminem como él mismo.